# Tres espejos
Tres espejos (título en portugués Três Espelhos) es una película hispano-portuguesa de drama estrenada en 1947, dirigida por Ladislao Vajda y protagonizada en el papel principal por el actor portugués João Villaret.
La película está basada en la obra teatral Hombre en tres espejos de Natividad Zaro, que había sido estrenada en el Teatro Lara de Madrid en 1946.

## Sinopsis
Un empresario adinerado, Juan Ramón Enderiz (también conocido como João Romano Esmoriz), muere en un accidente automovilístico cuando su coche se incendia. Las autoridades descubren que, antes del choque, fue apuñalado en la espalda, lo cual transforma el accidente aparente en un posible asesinato.
El inspector Moisés, de la brigada criminal, se hace cargo del caso. Investiga a fondo en el domicilio de la víctima y reúne a quienes lo conocían: su mejor amigo (Miguel), su prometida (María Luisa), una cantante de fados llamada Amable, una condesa que mantenía negocios con el difunto y otros personajes con móviles sospechosos.
A través de interrogatorios y recuerdos, cada uno ofrece una visión distinta de Enderiz, revelando facetas ocultas y contradicciones en su personalidad. El inspector reconstruye su carácter a partir de esas “versiones reflejadas” que actúan como los tres espejos del título del film.
Finalmente, Moisés desenmascara la verdad: aunque Enderiz mató a un criminal en defensa propia, utilizó esa situación para ocultar su ruina financiera y fingir su desaparición. En el proceso, el inspector atrapa al verdadero culpable del asesinato y desvela la compleja red de relaciones de la víctima.

## Reparto
- Virgílio Teixeira ... Miguel
- Paola Barbara ... Condesa
- João Villaret ... Inspector Moisés
- António Silva ... Médico
- Carmen Dolores ... Maria Luisa
- Igrejas Caeiro ... Ayudante de Moisés
- Madalena Sotto  ... Amable (versión portuguesa)
- Mary Carrillo  ... Amable (versión española)
- Luís de Campos ... Agente
- Óscar Acúrcio .... Agente Novato
- Rafael Durán ... João Romano Esmoriz
- Raul de Carvalho ... Banqueiro Santana
- Francisco Ribeiro ... Ricardo
- Sales Ribeiro ... António
- Maria Clara ... Fadista